# Oliver Dashe Doeme

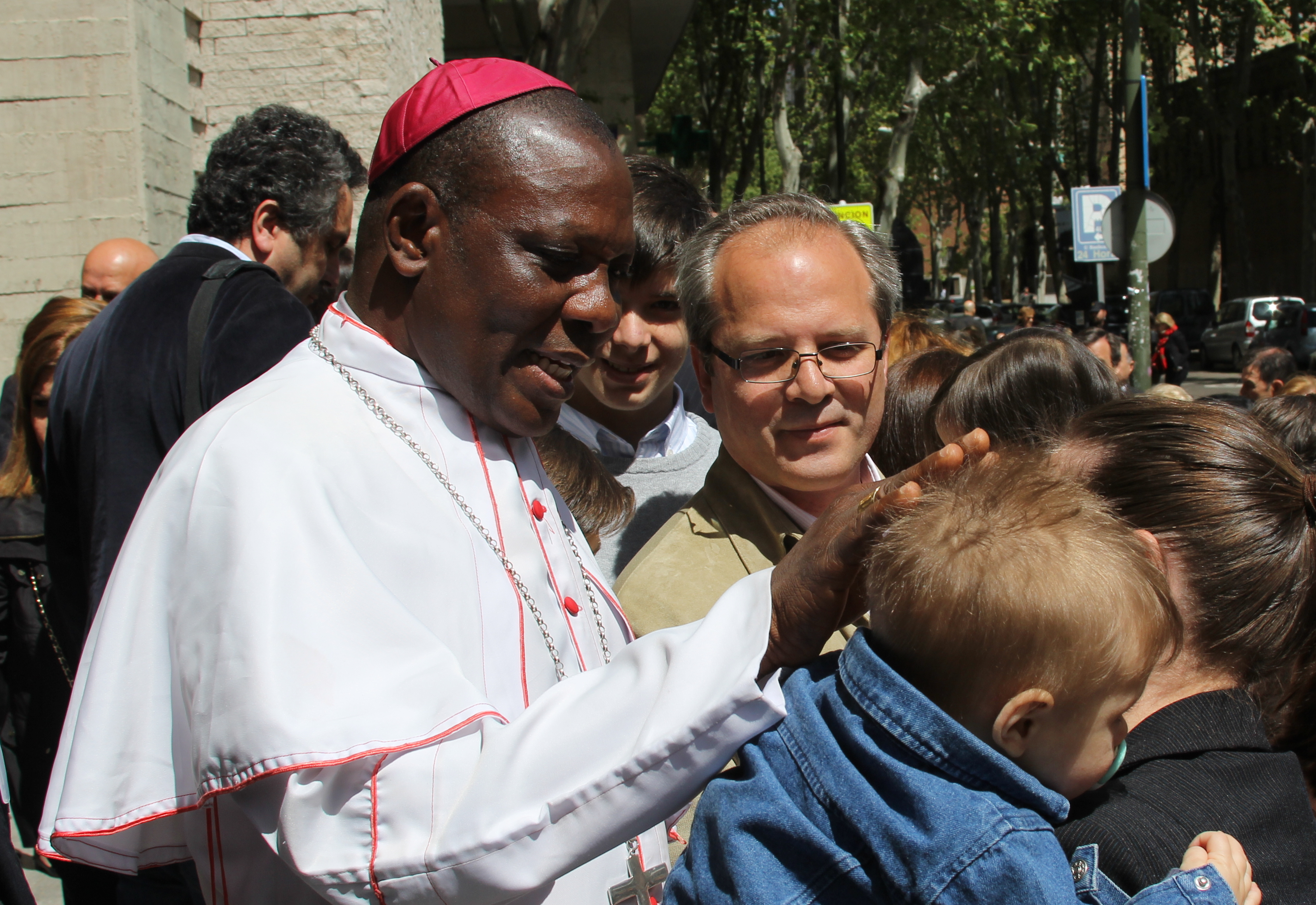
Oliver Dashe Doeme (2015)

Oliver Dashe Doeme (* 13. Dezember 1960 in Kwanoeng, Bundesstaat Plateau, Nigeria) ist Bischof von Maiduguri. 

## Leben
Oliver Dashe Doeme empfing am 18. Oktober 1997 die Priesterweihe. Er wurde am 2. Juni 2007 in den Klerus des Bistums Shendam inkardiniert. 
Papst Benedikt XVI. ernannte ihn am 6. Juni 2009 zum Bischof von Maiduguri. Die Bischofsweihe spendete ihm der Erzbischof von Jos, Ignatius Ayau Kaigama, am 13. August desselben Jahres; Mitkonsekratoren waren Renzo Fratini, Apostolischer Nuntius in Nigeria, und Matthew Man-Oso Ndagoso, Erzbischof von Kaduna. Seit 2015 unterstützt Bischof Oliver eine Rosenkranzbewegung, um Boko Haram zu begegnen.